# Bailey's Prairie
Bailey's Prairie é uma vila localizada no estado norte-americano do Texas, no Condado de Brazoria.

## Demografia
Segundo o censo norte-americano de 2000, a sua população era de 694 habitantes.
Em 2006, foi estimada uma população de 709, um aumento de 15 (2.2%).

## Geografia
De acordo com o United States Census Bureau tem uma área de
19,9 km², dos quais 19,4 km² cobertos por terra e 0,5 km² cobertos por água.

## Localidades na vizinhança
O diagrama seguinte representa as localidades num raio de 16 km ao redor de Bailey's Prairie.